# دیمیتری نانوپلوس
دیمیتری نانوپلوس (انگلیسی: Dimitri Nanopoulos؛ زادهٔ ۱۳ سپتامبر ۱۹۴۸) فیزیکدان اهل یونان است. 